# وودستاک

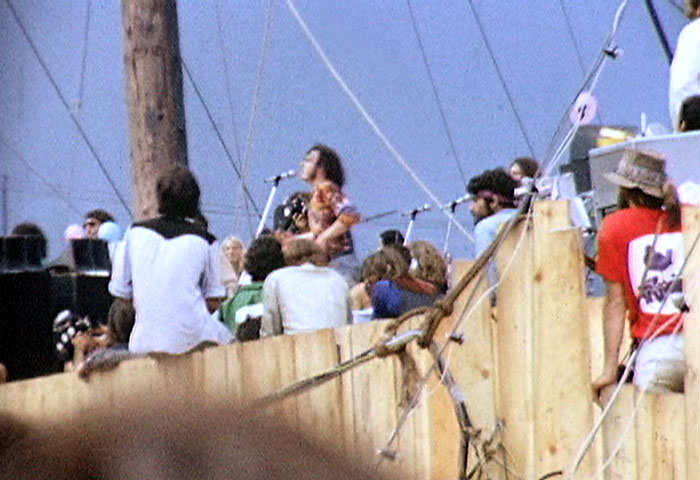
جو کوکر در وودستاک ۱۹۶۹

نمایشگاه موسیقی و هنر وودستاک (در انگلیسی: Woodstock) (یا ووداستاک، فستیوال ووداستاک) یک فستیوال موسیقی بود با نام ثبت‌شدهٔ «یک نمایشگاه: سه روزِ صلح و موسیقی». محل برگزاری آن، مزرعهٔ ۴/۲ کیلومترمربعی آقای Max Yasgur در Catskills نزدیک دریاچهٔ سفید در شهر بتهل نیویورک و تاریخ برگزاری آن از ۱۵ تا ۱۸ اوت ۱۹۶۹ بود. بتهل در بخش سالیوان، در ۶۹ کیلومتری جنوب غربی شهر ووداستاکِ نیویورک و در مرز بخش اویستر قرار دارد.
با وجود بارش‌های پراکنده در آخر هفته، ۳۲ اجرا در فضای آزاد برای ۴۰۰۰۰۰ تماشاچی روی صحنه رفت. بسیاری ووداستاک را یکی از نقاط عطف موسیقی عامه می‌دانند. مجلهٔ رولینگ استون آن را جزو یکی از ۵۰ نقطهٔ عطف تاریخ راک‌اندرول ثبت کرده‌است.
این رویداد در فیلم مستند ووداستاک ساختهٔ ۱۹۷۰ به همراه آلبوم موسیقی متن آن و آهنگ «وودستاک» توسط جونی میچل در مدح این رویداد به تصویر کشیده شده‌است.

## برنامه‌ریزی و آماده‌سازی
ووداستاک در نخست حاصل تلاش Michael Lang ،جان رابرتس ،Joel Rosenman و Artie Kornfeld بود. هزینه‌ها توسط رابرتز و رزمن تقبل شد. لنگ در حیطهٔ برگزاری تجربه داشت و پیش از آن بزرگ‌ترین فستیوال ساحل شرقی را در آن زمان با نام فستیوال پاپ میامی به مدت دو روز سازمان‌دهی کرده بود که تقریباً ۱۰۰۰۰۰ نفر در آن شرکت کرده بودند. روبرتز و روزنمن آگهی زیر را در نیویورک تایمز و وال‌استریت ژورنال با نام شرکت چلنج اینترنشنال منتشر کردند: «نیروی جوان با سرمایهٔ نامحدود در جستجوی فرصت‌های سرمایه‌گذاری جذاب و قانونی و پیشنهادهای تجاری»
لنگ و کورنفیلد آگهی را دیدند و این چهار مرد برای بررسی و امکان‌سنجی ایجاد یک استودیوی ضبط در ووداستاک جلسه‌ای گذاشتند که در آن، این ایده به برگزاری یک فستیوال موسیقی و هنر در فضای آزاد تغییر پیدا کرد. این ایده در همان ابتدا نیز ابعاد کوچکی داشت و شامل دعوت از خواننده‌هایی که در منطقهٔ ووداستاک زندگی می‌کردند (از جمله باب دیلن و The Band) می‌شد. مسئله از دیدگاه هر یک از این چهار نفر متفاوت بود: روبرتز مرد منظمی بود و می‌دانست برای این که رویداد موفقیت‌آمیز باشد به چه چیزهایی نیاز است، در حالی که لنگ معتقد بود ووداستاک راهی جدید و راحت برای پیوند دادن مردان تجارت به یکدیگر است. تردیدهایی نیز در مورد رویداد وجود داشت از جمله این که رابرتز می‌خواست ضررهایی که کرده بود را جمع کند، پریز را بکشد و پول بیشتری را به پروژه تزریق نکند.
در آوریل ۱۹۶۹، سوپراستارهای تازه‌کار Creedence Clearwater Revival اولین گروهی بودند که برای اجرا در ووداستاک در ازای ۱۰۰۰۰ دلار قرارداد امضا کردند. پیش از آن‌ها، گروه برگزاری برای جلب توجه چهره‌های پرآوازه مشکل داشت، اما درامر گروه Creedence بعد گفت: «به محض امضای قرارداد توسط Creedence، ناگهان سروکلهٔ بقیه پیدا شد و گروه‌های بزرگ‌تر هم پیوستند.» اجرای آن‌ها (به اصرار John Fogerty از اعضای گروه Creedence) به ساعت ۳ صبح موکول شد و با آن که در فیلم ووداستاک به این موضوع اشاره نشده‌است، اعضای این گروه با تجربه‌های تلخی در فستیوال مشهور مواجه شدند.
ووداستاک قرار بود یک مشارکت سودآور باشد و نام حرفه‌ای آن «پیمانکاری ووداستاک» بود. بعد از این که معلوم شد این رویداد توجه صدها هزار تن تماشاچی بیشتر از آنچه برگزارکنندگان انتظار آن را داشتند به خود جلب کرده‌است، به یک «کنسرت رایگان» تبدیل شد. بلیت کنسرت سه روزه ۱۸ دلار در صورت پیش خرید و ۲۴ دلار جلوی درب (معادل ۱۳۰ دلار و ۱۵۰ دلار در سال ۲۰۱۳) قیمت داشت. فروش بلیت تنها در فروشگاه‌های موسیقی منطقهٔ نیویورک یا از طریق پست و ادارهٔ پست ایستگاه رادیوسیتی در میدتاون منهتن میسر بود. حدود ۱۸۶۰۰۰ بلیت پیش فروش شد و برگزارکنندگان انتظار حضور ۲۰۰۰۰ تماشاچی را داشتند.

## انتخاب مکان
کنسرت در اصل قرار بود در پارک صنعتی میلز واقع در شهر وال کیل نیویورک به مساحت ۳۰۰ هکتار که در بهار ۱۹۶۹ توسط شرکای ووداستاک به قیمت ۱۰۰۰۰ دلار اجاره شده بود اجرا شود. به مقامات شهری اطمینان داده شده بود که بیش از ۵۰۰۰۰ نفر به کنسرت نخواهند آمد. ساکنین شهر بلافاصله با پروژه مخالفت کردند. در اوایل ژوئیه، شورای شهر قانونی را تصویب کرد که بر اساس آن تجمعات بالای ۵۰۰۰ نفر نیاز به مجوز خواهند داشت. در ۱۵ ژوئیه ۱۹۶۹، شورای Wallkill Zoning به این علت که توالت‌های سیاری که برای مراسم تهیه شده‌اند با قوانین شهری مطابقت ندارند، رسماً کنسرت را ممنوع اعلام کرد.
اخبار ممنوع شدن کنسرت، اسم آن را بیش‌ازپیش بر سر زبان‌ها انداخت.
به نقل از کتاب''گرفتن ووداستاک'' (Taking Woodstock) نوشتهٔ Elliot Tiber، وی (نویسنده) موافقت کرده بود که کنسرت در محوطهٔ مسافرخانهٔ او به مساحت ۱۵ هکتار برگزار شود و همچنین برای آن مجوز تهیه کرده بود. او مدعی است که برگزارکنندگان را به مکس یاسگورِ مزرعه دار معرفی کرده‌است. هرچند لنگ این گفته را انکار کرده و معتقد است تایبر او را به یک مشاور املاک معرفی کرد و مشاور املاک او را برای بازدید از مزرعهٔ یاسگور، بدون حضور تایبر برد. Sam Yasgur پسر مکس با حرف لنگ موافق است. زمین یاسگور حالتی کاسه شکل داشت که به قسمت شمالی آن مشرف بود. سن قرار بود در پایین تپه پشت به Filippini Pond برپا شود.

برگزارکنندگان بار دیگر به مسئولین شهر بتهل گفتند که انتظار حضور بیش از ۵۰۰۰۰ نفر را ندارند.

علی‌رغم مخالفت ساکنین و پلاکاردهایی با مضمون «شیر نخرید. فستیوال موسیقی هیپی‌های مکس را متوقف کنید.»، نمایندهٔ شهر بتهل و بازرس ساختمان شهر مجوزها را تأیید کردند؛ اما شورای شهر بتهل از تأیید قانونی آن‌ها سرباز زد. به بازرس ساختمان دستور داده شد که دستور توقف کار بدهد.

## کنسرت آزاد
تغییر دیرهنگام محل فستیوال، زمان زیادی برای آماده‌سازی به برگزارکنندگان آن نداد. در یک جلسه سه روز پیش از رویداد، برگزارکنندگان دو انتخاب را پیش روی خود می‌دیدند. یکی ارتقای دیوارکشی و امنیت بود که ممکن بود منجر به خشونت شود و دیگری صرف باقی منابع مالی در کامل کردن سن بود که می‌توانست شرکای ووداستاک را به صفر برساند. جمعیتی که بسیار زودتر و بیشتر از انتظار به مکان آمده بودند، تصمیم‌گیری را ساده کردند. دیوارکشی شب قبل از کنسرت تخریب شد.

## فستیوال
هجوم شرکت‌کنندگان به منطقهٔ روستایی محل برگزاری کنسرت در بتهل منجر به ایجاد ترافیک شدیدی شد. با سرازیر شدن هزاران نفر به منطقه، بتهل از ترس هرج و مرج، قوانینش را اجبار نکرد. در این حین، گزارش‌هایی از ایستگاه‌های رادیویی منهتن و اخباری که در تلویزیون در تفسیر ترافیک گسترده در منطقه بود بسیاری را از پیوستن به فستیوال منصرف کرد. آرلو گوتری آن طور که در فیلم هم آمده، اعلام کرد که اتوبان ایالتی نیویورک مسدود شده‌است. مدیر موزهٔ ووداستاک بعد مدعی شد که چنین اتفاقی نیفتاده است. در کنار معضلات جمعیت هنگفت، بارش اخیر باران جاده‌ها و زمین‌ها را گلی کرده بود. هیچ امکانات بهداشتی یا کمک‌های اولیه برای شرکت‌کنندگان ایجاد نشده بود؛ صدها هزار نفر با شرایط سخت بارندگی، کمبود غذا و مشکلات بهداشتی مواجه بودند.
صبح یکشنبه ۱۷ اوت، فرماندار نیویورک نلسن راکفلر با جان رابرتز از برگزارکنندگان مراسم تماس گرفت و به او گفت که می‌خواهد ۱۰۰۰۰ نیروی جدید گارد ایالتی نیویورک را در فستیوال مستقر کند. رابرتز توانست او را از انجام این کار منصرف سازد. بخش سالیوان شرایط اضطراری اعلام کرد. در حین فستیوال، پرسنل نیروی هوایی منطقه‌ای Stewart در حفظ نظم و انتقال هوایی اجراکنندگان به داخل و بیرون مکان کنسرت یاری رساندند.
Jimi Hendrix آخرین اجرای فستیوال بود. به دلیل وقفه‌هایی که به خاطر باران در روز یکشنبه ایجاد شده بود، جیمی هنریکس ساعت ۸:۳۰ صبح دوشنبه به روی سن رفت. تماشاچیانی که در طول فستیوال تعدادشان به ۴۰۰۰۰۰ نفر می‌رسید، در این زمان به ۳۰۰۰۰ نفر کاهش یافته بود و اکثر آنان فقط مانده بودند تا بتوانند پیش از رفتن، هنریکس را ببینند.
اجرای هندریکس و گروهش، یک ست دو ساعته بود. برگردان psychedelic او از سرود ملی آمریکا با نام "پرچم ستاره پولکی (The Star-Spangled Banner)" بیش از سه‌چهارم ستشان را گرفت (و بعد از آن آهنگ ریزگرد اجرا شد). این آهنگ را که در فیلم ووداستاک ضبط شده‌است، می‌توان "بخشی از روح دههٔ شصت" خواند. هنریکس یک کاپشن پر سفید با پولک‌های آبی و یک روسری قرمز به تن دارد؛ شمایلی که به مثابه یکی نقاط تعیین‌کنندهٔ دههٔ ۶۰ معروف شده بود.
با این که فستیوال با این حجم از شرکت‌کنندگان بسیار صلح‌آمیز بود، دو مورد مرگ در آن به ثبت رسید: یکی احتمالاً به دلیل اوردوز بر اثر مصرف هرویین و دیگری در حادثه‌ای که در آن یک تراکتور شخصی فردی را که در حوالی منطقه خوابیده بود، زیر گرفت. همچنین دو مورد تولد (یکی در ماشین گیرکرده در ترافیک و دیگری در بیمارستان پس از انتقال به وسیلهٔ هلی‌کوپتر) و چهار مورد زایمان ناموفق در این رویداد به ثبت رسید. شهادت‌های شفاهی در فیلم مؤید اوردوز و مرگ بر اثر زیرگرفتن و دست‌کم یک مورد تولد در حاشیهٔ بسیاری مشکلات تدارکاتی دیگر هستند.
با این حال، ووداستاک در گرو امیدهای ایده‌آلیستی دههٔ ۱۹۶۰ بسیاری از شرکت‌کنندگان را راضی کرد. هم‌رنگی اجتماعی همراه با کیفیت موسیقی و تودهٔ عظیم مردمی با لباس‌های محلی، رفتارها و برخوردهایشان، از آن یک رویداد تاریخی در قرن بیرون کشید.
پس از کنسرت، مکس یاسگور که رویداد در زمین او اتفاق افتاد، آن را پیروزی صلح و عشق نامید. او گفت که تقریباً نیم میلیون نفر با وجود امکان بلایای طبیعی، شورش، دزدی و فاجعه سه روز را با موسیقی و صلح سپری کردند. او می‌گوید: «اگر ما به آنان بپیوندیم می‌توانیم مشکلات لاینحل آمریکای امروز را به امیدی برای یک آیندهٔ روشن و صلح‌آمیزتر تبدیل کنیم…»

## صدا
مهندسی صدا در کنسرت توسط مهندس صدا Bill Hanley انجام شد. او می‌گوید: «این کار به خوبی انجام شد. من ستون‌هایی از بلندگو روی تپه نصب کردم و ردیف‌هایی با ۱۶ بلندگو در یک حوزهٔ میدانی به سمت بالای تپه روی برج‌های ۲۱ متری سوار کردم. ما آن را برای ۱۵۰۰۰۰ تا ۲۰۰۰۰۰ نفر تدارک دیده بودیم. البته ۵۰۰۰۰۰ نفر آمدند.»

## هنرمندان اجراکننده
۳۲ اجرا در طول چهار روز برگزار شد:
جمعه ۱۵ اوت – شنبه ۱۶ اوت
| هنرمند              | زمان                | توضیحات                             |
| ------------------- | ------------------- | ----------------------------------- |
| ریچی هیونز          | ساعت ۱۷ تا ۱۹       |                                     |
| Swami Satchidananda | ساعت ۱۹:۱۰ تا ۱۹:۲۰ | سخنرانی آغازین فستیوال را انجام داد |
| سوئیت‌واتر           | ساعت ۱۹:۳۰ تا ۲۰:۱۰ |                                     |
| برت سامر            | ساعت ۲۰:۲۰ تا ۲۱:۱۵ |                                     |
| تیم هاردین          | ساعت ۲۱:۲۰ تا ۲۱:۴۵ |                                     |
| راوی شانکار         | ساعت ۲۲ تا ۲۲:۳۵    | اجرا زیر باران                      |
| ملانی               | ساعت ۲۲:۵۰ تا ۲۳:۲۰ |                                     |
| آرلو گاتری          | ساعت ۲۳:۵۵ تا ۰۰:۲۵ |                                     |
| جون بائز            | ساعت ۰۰:۵۵ تا ۲     | در آن زمان ۶ ماهه باردار بود        |

شنبه ۱۶ اوت - یکشنبه ۱۷ اوت
| هنرمند                           | زمان                | توضیحات                                                                                 |
| -------------------------------- | ------------------- | --------------------------------------------------------------------------------------- |
| کویل                             | ساعت ۱۲:۱۵ تا ۱۲:۴۵ |                                                                                         |
| کانتری جو مک‌دانلد                | ساعت ۱۳ تا ۱۳:۳۰    | جو بعد با [Country Joe] و [The Fish] اجرا می‌کند                                         |
| سانتانا                          | ساعت ۱۴ تا ۱۴:۴۵    |                                                                                         |
| جان سباستین                      | ساعت ۱۵:۳۰ تا ۱۵:۵۵ |                                                                                         |
| کافی هارتلی                      | ساعت ۱۶:۴۵ تا ۱۷:۳۰ |                                                                                         |
| اینکردیبل استرینگ بند            | ساعت ۱۸ تا ۱۸:۳۰    |                                                                                         |
| کند هیت                          | ساعت ۱۹:۳۰ تا ۲۰:۳۰ |                                                                                         |
| منتن                             | ساعت ۲۱ تا ۲۲       |                                                                                         |
| گریت‌فول دد                       | ساعت ۲۲:۳۰ تا ۰۰:۰۵ | در هنگام اجرای Turn On Your Love Tonight اجرایشان به دلیل نقص فنی در آمپلی‌فایرها قطع شد |
| کریدنس کلیرواتر ریوایول          | ساعت ۰۰:۳۰ تا ۱:۲۰  |                                                                                         |
| جنیس چاپلین با Kozmic Blues Band | ساعت ۲ تا ۳         |                                                                                         |
| اسلای اند د فمیلی استون          | ساعت ۳:۳۰ تا ۴:۲۰   |                                                                                         |
| د هو                             | ساعت ۵ تا ۶:۰۵      | Abbie Hoffman اندکی منجر به ایجاد وقفه در آن شد                                         |
| جفرسن ایرپلین                    | ساعت ۸ تا ۹:۴۰      |                                                                                         |

یکشنبه ۱۷ اوت - دوشنبه ۱۸ اوت
| هنرمند                      | زمان                | توضیحات                                                                    |
| --------------------------- | ------------------- | -------------------------------------------------------------------------- |
| جو کاکر و The Grease Band   | ساعت ۱۴ تا ۱۵:۲۵    | بعد از اجرای جو کاکر، طوفان باعث اختلال چند ساعته در برنامه شد             |
| کانتری جو اند دفیش          | ساعت ۱۸:۳۰ تا ۲۰    | اجرای دوم کانتری جو مکدونالد                                               |
| تن یرز افتر                 | ساعت ۲۰:۱۵ تا ۲۱:۱۵ |                                                                            |
| د بند                       | ساعت ۲۲ تا ۲۲:۵۰    |                                                                            |
| جانی وینتر و ادگار وینتر    | ساعت ۰۰:۰۰ تا ۱:۰۵  | برادرش در سه تا از آهنگ‌ها شرکت داشته‌است.                                   |
| بلاد، سوئت اند تیرز         | ساعت ۱:۳۰ تا ۲:۳۰   |                                                                            |
| کرازبی، استیلز، نش اند یانگ | ساعت ۳ تا ۴         | اجرای آکوستیک و الکترونیک. Neil Young از اجرای بخش اعظم آکوستیک صرفنظر کرد |
| د پال باترفیلد بلوز بند     | ساعت ۶ تا ۶:۴۵      |                                                                            |
| شا نا نا                    | ساعت ۷:۳۰ تا ۸      |                                                                            |
| جیمی هندریکس                | ساعت ۹ تا ۱۱:۱۰     |                                                                            |

## دعوت‌های ردشده و ارتباطات ازدست رفته
- با باب دیلن که فستیوال در «حیاط پشتی» او برگزار می‌شد، هرگز به صورت جدی مذاکره نشد. باب دیلن در اواسط ژوئیه تصمیم گرفت که در فستیوال موسیقی Isle of Wight که در ۳۱ اوت برگزار می‌شد شرکت کند. در روز ۱۵ اوت، یعنی روز آغاز فستیوال ووداستاک باب دیلن سوار کشتی کوئین الیزابت ۲ شد که به مقصد انگلستان حرکت می‌کرد. پسرش بر اثر سانحهٔ درب کابین مجروح شد و خانواده مجبور به ترک کشتی شد. دیلن به همراه همسرش سارا هفتهٔ بعد به سمت انگلستان پرواز کرد. دیلن از دست هیپی‌هایی که بیرون در خانه‌اش در نزدیکی ووداستاک تجمع کرده بودند به ستوه آمده بود.
- بیتلز / جان لنون: عدم شرکت بیتل‌ها در فستیوال دو دلیل می‌توانست داشته باشد. اول این که وقتی برگزارکنندگان با جان لنون برای دعوت از بیتلز تماس گرفت، جان لنون در پاسخ گفت بیتل‌ها تنها در صورتی می‌آیند که جایی در فستیوال برای گروه Plastic Ono متعلق به Yoko Ono خالی باشد و به این دلیل از صحنه کنار گذاشته شد. این وبسایت معتقد است که احتمال قوی‌تر می‌تواند این باشد که لنون می‌خواست بیاید، اما رئیس‌جمهور ریچارد نیکسون ورود او را به آمریکا از کانادا ممنوع اعلام کرده بود. در هر صورت، بیتل‌ها در شرف فروپاشی بود. همچنین آنان از اوت ۱۹۶۶ به بعد (سه سال کامل پیش از فستیوال) هیچ اجرای زنده‌ای نداشتند (جدای از کنسرت روی سقفشان در ۳۰ ژانویه ۱۹۶۹، چند ماه پیش از رویداد).
- گروه جف بک: جف بک پیش از ووداستاک از گروه جدا شده بود. او می‌گوید: «من به عمد از گروه جدا شدم. نمی‌خواستم دیگر آن را حفظ کنم.»
- دورز جزو نوازندگان بالقوه در نظر گرفته شده بود که در لحظات آخر کنسل کرد. گیتاریست گروه Robby Krieger معتقد است که آنان آمدنشان را لغو کردند زیرا فکر می‌کردند «تکرار دست‌دوم فستیوال Monterey Pop» خواهد شد. البته آنان بعد پشیمان شدند.
- از Led Zeppelin برای اجرا دعوت شده بود. مدیر گروه Peter Grant می‌گوید: «از ما خواسته شد که در ووداستاک شرکت کنیم و آتلانتیک [منظور شرکت آتلانتیک رکوردز است] و همچنین برگزارکنندهٔ آمریکاییمان Frank Barcelona از این بابت بسیار خوشحال شد. اما من مخالفت کردم چون در این صورت نام ما مانند بسیاری دیگر فقط بر روی اعلان می‌رفت.» درهرحال گروه در ۵ ژوئیه در فستیوال دوروزهٔ Atlanta International Pop Festival اجرا کردند. در آخرهفتهٔ ووداستاک، زپلین در جنوب فستیوال در Asbury Park Convention Hall در نیوجرزی اجرا داشت. تنها زمان خالی آن‌ها موقعی بود که به تاریخ ۱۲ اوت به شوی الویس پریسلی در اینترنشنال هتل لاس وگاس رفتند.
- بردز دعوت شدند، اما ترجیح دادند که شرکت نکنند چراکه معتقد بودند ووداستاک چیزی است مثل دیگر فستیوال‌های موسیقی که در آن تابستان برگزار می‌شد. آنان همچنین مشکل مالی داشتند. آن‌طور که باس‌نواز گروه John York به یاد می‌آورد «Roger McGuinn آمد و گفت که شخصی قصد برگزاری فستیوالی در نیویورک را دارد، ولی در آن مقطع به همه پول نمی‌دهند. او از ما پرسید که آیا می‌خواهیم شرکت کنیم و ما گفتیم «نه». ما نمی‌دانستیم که تبدیل به چه چیزی خواهد شد. ما از سن فستیوال‌ها خسته شده بودیم [...] بنابراین همه‌مان گفتیم «نه، می‌خواهیم کمی استراحت کنیم» و بهترین فستیوال را از دست دادیم.»
- Chicago که در آن زمان هنوز به نام Chicago Transit Authority معروف بود، در ابتدا برای اجرا در ووداستاک ثبت‌نام کرد. اما مدیر برنامه‌های گروه در آن زمان Bill Graham معروف بود که برای گروه ۱۷ اوت برنامه تعیین کرده بود. او این کار را کرد تا Santana که او در آن زمان مدیر برنامه‌های آنان هم بود، بتواند در فستیوال شرکت کند. خواننده و باسیست گروه Peter Cetera می‌گوید: «ما از این کار او بسیار شاکی شدیم.»
- Frank Zappa and the Mothers of Invention در یک برنامهٔ تلویزیونی گفتند: «ووداستاک خیلی گلی است… ما برای اجرا دعوت شدیم اما نمی‌رویم.»

## پوشش رسانه‌ای
تعدادی گزارش‌گر از بیرون محوطه در حال کار بر روی اخبار بودند. در روزهای نخست فستیوال، پوشش رسانهٔ ملی، معضلات را بزرگ‌نمایی می‌کرد. تیتر صفحهٔ اول New York Daily News چنین بود: «ترافیک در هیپی‌فست قفل شده‌است» و «هیپی‌ها در دریای گل و لجن شنا می‌کنند». در پایان فستیوال، پوشش رسانه‌ای اندکی مثبت شد تا حدی به این دلیل که خانوادهٔ تماشاچیان با رسانه‌ها تماس گرفته بودند و گفته بودند که بر اساس تماس‌های تلفنی فرزندانشان اخبار آنان جعلی است.
نیویورک‌تایمز، مقدمهٔ فستیوال و حرکت از والکیل به سمت بتهل را پوشش داد. Bernard Collier که از درون رویداد برای تایمز گزارش تهیه می‌کرد می‌گوید که توسط عده‌ای از ویراستاران تحت فشار بوده‌است تا یک مقالهٔ اشتباه و منفی تهیه کند. او می‌گوید این موضوع منجر به درگیری تندی میان آنان شد و وقتی او از نوشتن چنان گزارشی سرباز زد، ویراستار اجرایی روزنامه از او خواست که گزارش را هرطور می‌خواهد تهیه کند. مقالهٔ حاصل اندکی به معضلات ترافیک و قانون‌شکنی‌های کوچک می‌پردازد، اما بخش اعظم آن تفسیر همکاری، سخاوت و سرشت زیبای تماشاچیان است. در پایان فستیوال، کولیر مقالهٔ دیگری دربارهٔ مهاجرت هواداران از محل فستیوال به بیرون و فقدان خشونت در رویداد نوشت. در این مقاله آمده‌است که مسئول بهداشت فستیوال و بسیاری از ساکنین محلی تماشاچیان را تحسین کرده‌اند.
نشریهٔ Times Herald-Record نیویورک تنها نشریهٔ محلی بود که برخلاف قانون عمل کرد. این نشریه در اقدامی کم‌سابقه در روز یکشنبه یک شمارهٔ اختصاصی منتشر کرد. این نشریه تنها خط تلفن خارج از محوطهٔ فستیوال را در اختیار داشت و با کمک یک دوچرخه‌سوار، مقالات و عکس‌ها را از جمعیت غیرقابل‌نفوذ به دفتر روزنامه که در ۳۵ کیلومتری محل در Middletown قرار داشت می‌رساند.

## نگارخانه

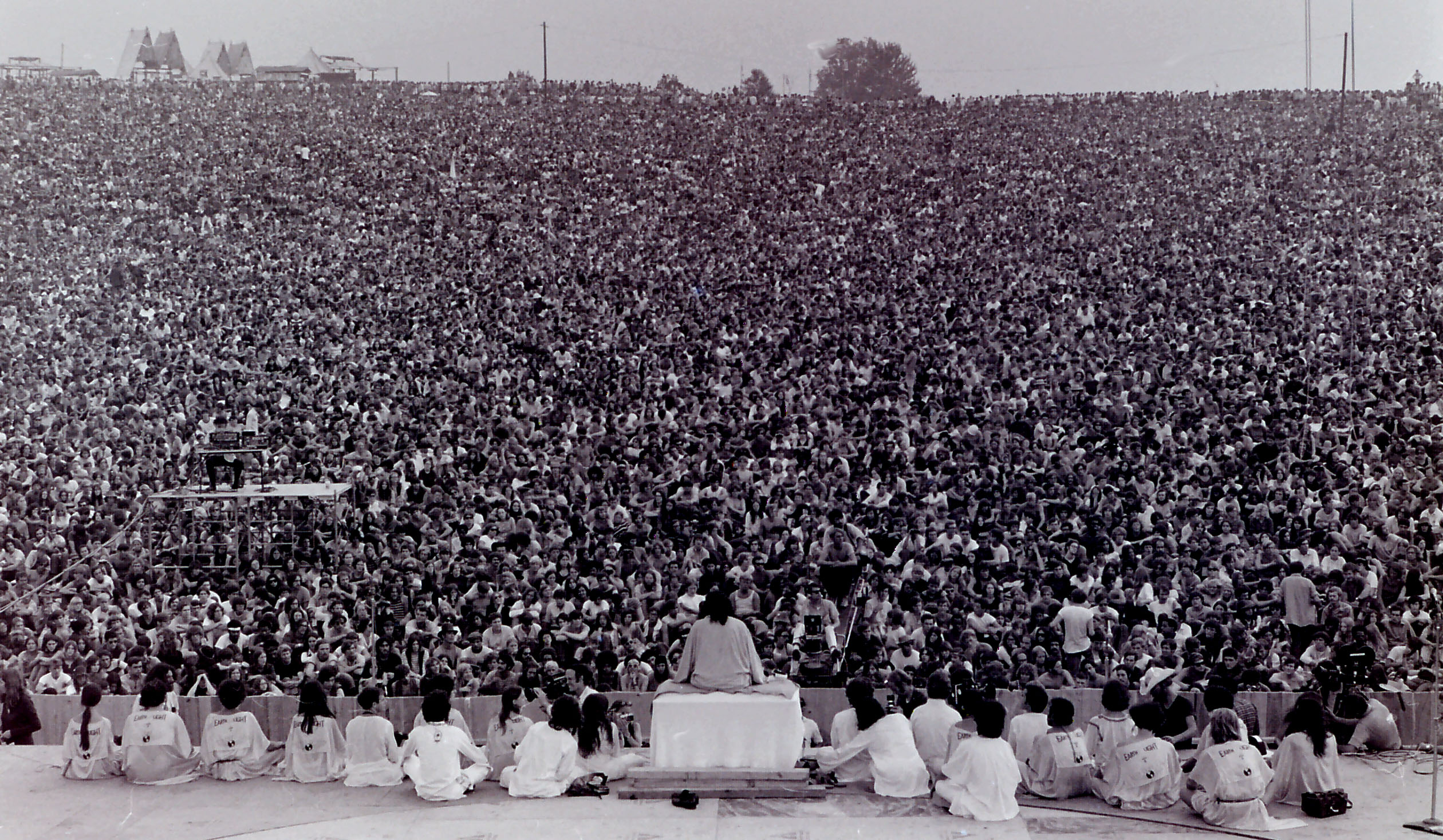
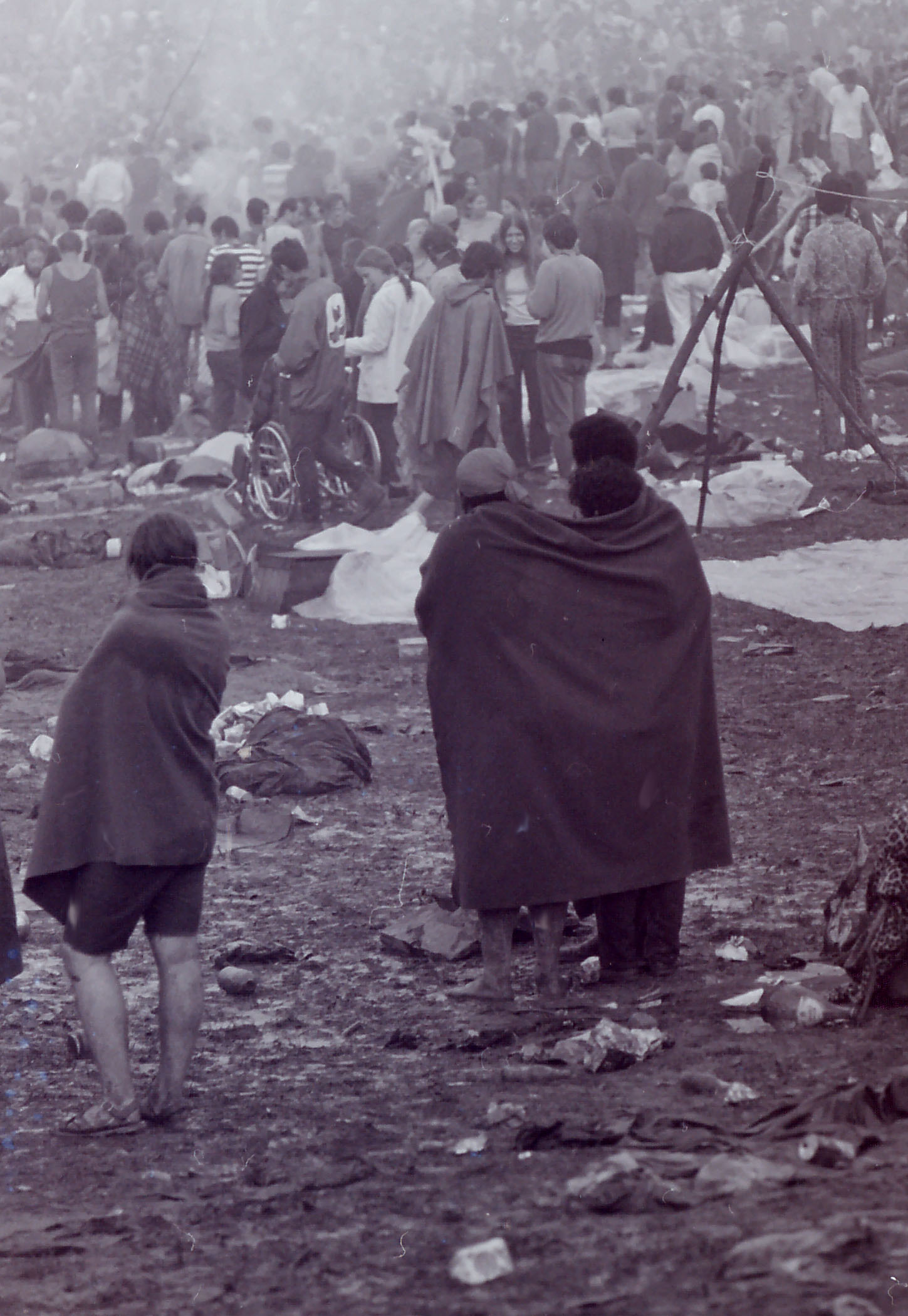
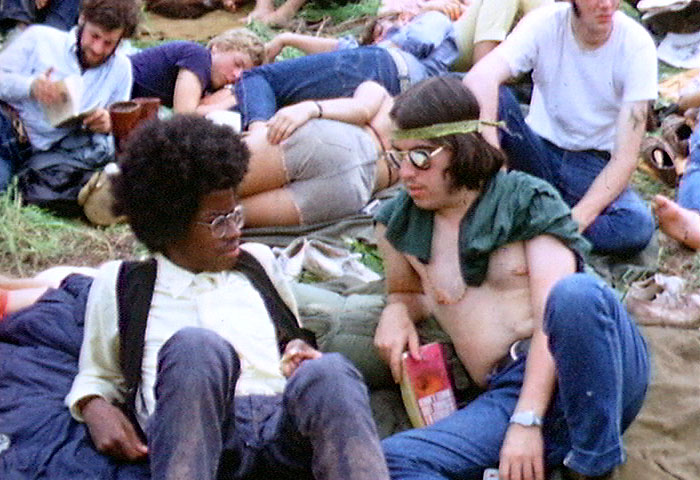
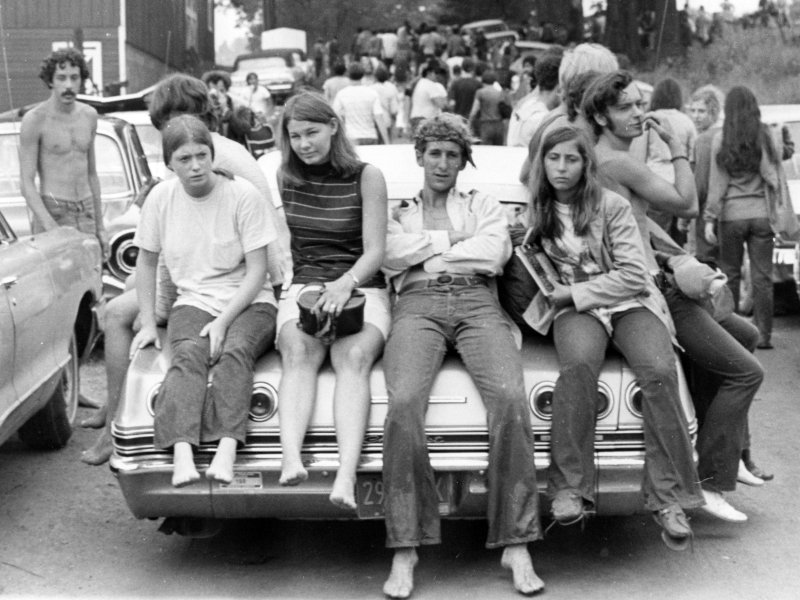
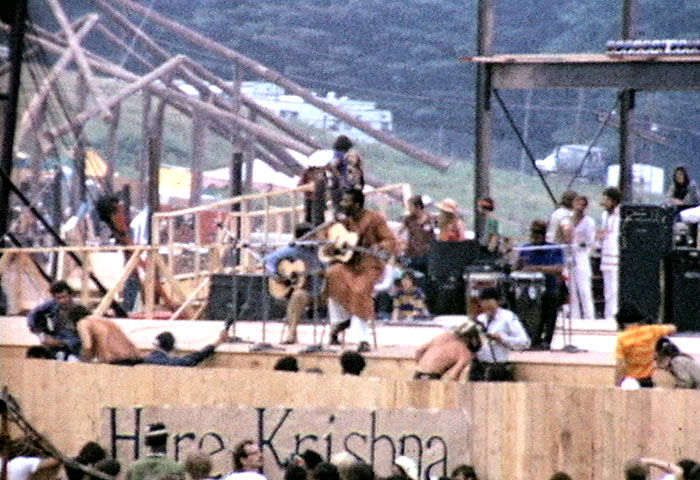
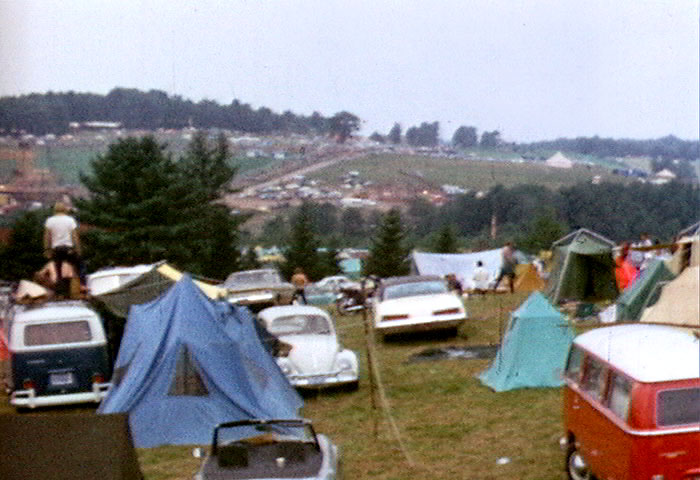